# 2016–2017-es MOL Liga
A MOL Liga kilencedik szezonját három országból tizenegy részt vevő klubbal rendezték meg. Újonc csapat a román Dunărea Galați és a szerb HK Beograd. Az alapszakasz 2016. szeptember 9-től 2017. február 5-ig tartott. A rájátszásokra (negyeddöntők, elődöntők, döntő) pedig 2017. február 14. és március 22. között került sor. A bajnokságot a DVTK Jegesmedvék nyerték meg.

## Résztvevők
| - Dunaújvárosi Acélbikák (Dunaújváros) - Ferencvárosi TC (Budapest) - DVTK Jegesmedvék (Miskolc) - MAC Budapest (Budapest) | - HSC Csíkszereda (Csíkszereda) - Újpesti TE (Budapest) - Debreceni Hoki Klub (Debrecen) - Fehérvári Titánok (Székesfehérvár) - CSM Dunărea Galați (Galați) - HK Beograd (Belgrád) - ASC Corona Braşov (Brassó) |

## Lebonyolítás
A február 5-ig tartó alapszakaszban minden résztvevő 40-40 találkozót vívott. A legjobb nyolc jutott a február 14–26. közötti negyeddöntőbe. Az elődöntőt február 28. és március 12., a finálét pedig március 14. és 22. között rendezték meg. A rájátszásban valamennyi párharc az egyik csapat negyedik sikeréig tartott.

## Az alapszakasz
Az alapszakasz 2016. szeptember 9-től 2017. február 5-ig tartott. Minden csapat 4-szer játszott egymással, 2-t otthon és 2-t idegenben. Az alapszakasz végeredménye:
| Hely | Csapat                  | M  | 3p | 2p | 1p | 0p | +/-     | Pont |
| ---- | ----------------------- | -- | -- | -- | -- | -- | ------- | ---- |
| 1    | DVTK Jegesmedvék        | 40 | 29 | 3  | 2  | 6  | 187-87  | 95   |
| 2    | MAC Budapest            | 40 | 28 | 2  | 3  | 7  | 189-90  | 91   |
| 3    | UTE                     | 40 | 23 | 3  | 2  | 12 | 147-107 | 77   |
| 4    | Debreceni HK            | 40 | 20 | 3  | 3  | 14 | 166-127 | 69   |
| 5    | ASC Corona Braşov       | 40 | 18 | 6  | 1  | 15 | 142-125 | 67   |
| 6    | Dunaújvárosi Acélbikák  | 40 | 18 | 3  | 6  | 13 | 154-131 | 66   |
| 7    | Ferencvárosi TC         | 40 | 14 | 0  | 6  | 20 | 138-170 | 48   |
| 8    | Fehérvári Titánok       | 40 | 6  | 9  | 8  | 17 | 112-150 | 44   |
| 9    | Dunarea Galati          | 40 | 8  | 6  | 3  | 23 | 110-202 | 39   |
| 10   | HK Beograd              | 40 | 9  | 2  | 2  | 27 | 107-182 | 33   |
| 11   | Csíkszeredai Sport Club | 40 | 8  | 2  | 3  | 27 | 98-179  | 31   |

### Kanadai táblázat
2017. február 5-én frissítve

M = Mérkőzés; G = Gól; A = Assziszt; Pts = Pontok; +/– = Plusz/Minusz
| Játékos          | Csapat                 | GP | G  | A  | Pts | +/– |
| ---------------- | ---------------------- | -- | -- | -- | --- | --- |
| Keegan Dansereau | Dunaújvárosi Acélbikák | 39 | 34 | 37 | 71  | +24 |
| Azari Zsolt      | Dunaújvárosi Acélbikák | 40 | 25 | 40 | 65  | +15 |
| Tomas Klempa     | ASC Corona Brașov      | 40 | 31 | 31 | 62  | +32 |
| Ian McDonald     | ASC Corona Brașov      | 38 | 26 | 36 | 62  | +24 |
| Jereme Tendler   | Ferencvárosi TC        | 39 | 34 | 26 | 60  | +2  |
| Nagy Gergő       | MAC Budapest           | 40 | 21 | 37 | 58  | +26 |

### Kapus statisztika
2017. február 5-én frissítve
M = Mérkőzés; JP = Játékperc; KG = Kapott gól; V% = Védési százalék; GAA = Átlag
| Kapus              | Csapat                 | GP | TOI     | GA | Sv%   | GAA  |
| ------------------ | ---------------------- | -- | ------- | -- | ----- | ---- |
| Adorján Attila     | DVTK Jegesmedvék       | 32 | 1870:34 | 65 | 92.97 | 2.08 |
| Tőke László-Zoltán | ASC Corona Brașov      | 35 | 2008:30 | 93 | 92.09 | 2.77 |
| Arany Gergely      | MAC Budapest           | 17 | 997:09  | 38 | 92.06 | 2.28 |
| Bálizs Bence       | MAC Budapest           | 24 | 1397:50 | 51 | 92.03 | 2.18 |
| Duschek Dávid      | Dunaújvárosi Acélbikák | 31 | 1846:21 | 92 | 91.97 | 2.98 |
| Ales Sila          | UTE                    | 34 | 1960:32 | 86 | 91.26 | 2.62 |

## Rájátszás
|  | Negyeddöntők | Negyeddöntők           | Negyeddöntők |              |   | Elődöntők        | Elődöntők | Elődöntők |  |  | Döntő | Döntő | Döntő |  |
|  |              |                        |              |              |   |                  |           |           |  |  |       |       |       |  |
|  | 1            | DVTK Jegesmedvék       | 4            |              |   |                  |           |           |  |  |       |       |       |  |
|  | 1            | DVTK Jegesmedvék       | 4            |              |   |                  |           |           |  |  |       |       |       |  |
|  | 7            | Ferencvárosi TC        | 3            |              |   |                  |           |           |  |  |       |       |       |  |
|  | 7            | Ferencvárosi TC        | 3            |              | 1 | DVTK Jegesmedvék | 4         |           |  |  |       |       |       |  |
|  |              |                        |              |              | 1 | DVTK Jegesmedvék | 4         |           |  |  |       |       |       |  |
|  |              |                        | 3            | Újpesti TE   | 1 |                  |           |           |  |  |       |       |       |  |
|  | 3            | Újpesti TE             | 3            | Újpesti TE   | 1 | 4                |           |           |  |  |       |       |       |  |
|  | 3            | Újpesti TE             |              |              |   |                  |           |           |  |  |       |       |       |  |
|  | 6            | Dunaújvárosi Acélbikák | 3            |              |   |                  |           |           |  |  |       |       |       |  |
|  | 6            | Dunaújvárosi Acélbikák | 3            |              | 1 | DVTK Jegesmedvék | 4         |           |  |  |       |       |       |  |
|  |              |                        |              |              |   |                  |           |           |  |  |       |       |       |  |
|  |              |                        | 2            | MAC Budapest | 1 |                  |           |           |  |  |       |       |       |  |
|  | 2            | MAC Budapest           | 2            | MAC Budapest | 1 | 4                |           |           |  |  |       |       |       |  |
|  | 2            | MAC Budapest           |              |              |   |                  |           |           |  |  |       |       |       |  |
|  | 8            | Fehérvári Titánok      | 1            |              |   |                  |           |           |  |  |       |       |       |  |
|  | 8            | Fehérvári Titánok      | 1            |              | 2 | MAC Budapest     | 4         |           |  |  |       |       |       |  |
|  |              |                        |              |              | 2 | MAC Budapest     | 4         |           |  |  |       |       |       |  |
|  |              |                        | 4            | Debreceni HK | 1 |                  |           |           |  |  |       |       |       |  |
|  | 4            | Debreceni HK           | 4            | Debreceni HK | 1 | 4                |           |           |  |  |       |       |       |  |
|  | 4            | Debreceni HK           |              |              |   |                  |           |           |  |  |       |       |       |  |
|  | 5            | ASC Corona Braşov      | 3            |              |   |                  |           |           |  |  |       |       |       |  |

### A negyeddöntők
A negyeddöntőkben az alapszakasz dobogón végzett csapatai helyezésük sorrendjében választhattak maguknak ellenfelet. A párharcok négy győzelemig tartottak.

#### DVTK Jegesmedvék – Ferencvárosi TC
| 2017. február 14. 18:30 | DVTK Jegesmedvék | 4–5 (3–2, 0–2, 1–1) | Ferencvárosi TC | Miskolci Jégcsarnok Nézőszám: 1020 |

| Jegyzőkönyv | Jegyzőkönyv    | Jegyzőkönyv | Jegyzőkönyv  | Jegyzőkönyv                                                                    |
| --- | -------------- | --- | ------------ | ------------------------------------------------------------------------------ |
| | Adorján Attila | Kapusok | Sevela Peter | Játékvezetők: Halassy György Wolf László Vonalbírók: Soltész Áron Ozsváth Ádám |
| \| Pavuk (Galanisz, Láda) – 04:36 Magosi (Galanisz) – 08:06 Hajós (Tóth, Miskolczi) (PP) – 13:32 Toulmin (Sakaris, Johnston) – 52:01 \| Gólok \| Sumi (Szappanos) – 03:38 Tendler – 14:48 Dubek (Rafaj) (PP) – 31:14 Kiss Á. (Sumi, Szappanos) – 36:35 Dubek (Tendler, Rafaj) – 53:29 \| |                | |              | Játékvezetők: Halassy György Wolf László Vonalbírók: Soltész Áron Ozsváth Ádám |
| 22 perc | Büntetések     | 14 perc |              | Játékvezetők: Halassy György Wolf László Vonalbírók: Soltész Áron Ozsváth Ádám |
| 47 | Lövések        | 27 |              | Játékvezetők: Halassy György Wolf László Vonalbírók: Soltész Áron Ozsváth Ádám |
| Pavuk (Galanisz, Láda) – 04:36 Magosi (Galanisz) – 08:06 Hajós (Tóth, Miskolczi) (PP) – 13:32 Toulmin (Sakaris, Johnston) – 52:01 | Gólok          | Sumi (Szappanos) – 03:38 Tendler – 14:48 Dubek (Rafaj) (PP) – 31:14 Kiss Á. (Sumi, Szappanos) – 36:35 Dubek (Tendler, Rafaj) – 53:29 |              | Játékvezetők: Halassy György Wolf László Vonalbírók: Soltész Áron Ozsváth Ádám |

| 2017. február 16. 18:00 | Ferencvárosi TC | 3–1 (2–0, 1–1, 0–0) | DVTK Jegesmedvék | Pesterzsébet Nézőszám: 450 |

| Jegyzőkönyv | Jegyzőkönyv  | Jegyzőkönyv                          | Jegyzőkönyv    | Jegyzőkönyv                                                                  |
| --- | ------------ | ------------------------------------ | -------------- | ---------------------------------------------------------------------------- |
| | Sevela Peter | Kapusok                              | Adorján Attila | Játékvezetők: Babic Vladimir Rencz Dániel Vonalbírók: Kókai Márk Soós Dániel |
| \| Shinkaruk – 2:00 Shinkaruk (Kovács V., Hietamaki) – 12:23 Rafaj (Sumi, Kovács V.) – 24:34 \| Gólok \| Sakaris (Joe, Johnston) (PP) – 31:51 \| |              |                                      |                | Játékvezetők: Babic Vladimir Rencz Dániel Vonalbírók: Kókai Márk Soós Dániel |
| 38 perc | Büntetések   | 26 perc                              |                | Játékvezetők: Babic Vladimir Rencz Dániel Vonalbírók: Kókai Márk Soós Dániel |
| 19 | Lövések      | 39                                   |                | Játékvezetők: Babic Vladimir Rencz Dániel Vonalbírók: Kókai Márk Soós Dániel |
| Shinkaruk – 2:00 Shinkaruk (Kovács V., Hietamaki) – 12:23 Rafaj (Sumi, Kovács V.) – 24:34                                                        | Gólok        | Sakaris (Joe, Johnston) (PP) – 31:51 |                | Játékvezetők: Babic Vladimir Rencz Dániel Vonalbírók: Kókai Márk Soós Dániel |

| 2017. február 18. 18:00 | DVTK Jegesmedvék | 6–0 (3–0, 1–0, 2–0) | Ferencvárosi TC | Miskolci Jégcsarnok Nézőszám: 1245 |

| Jegyzőkönyv | Jegyzőkönyv    | Jegyzőkönyv | Jegyzőkönyv              | Jegyzőkönyv                                                                     |
| --- | -------------- | ----------- | ------------------------ | ------------------------------------------------------------------------------- |
| | Adorján Attila | Kapusok     | Sevela Peter Soós László | Játékvezetők: Németh Márton Rencz Dániel Vonalbírók: Muzsik Norbert Váczi Dávid |
| \| Hajós (Vojtkó, Tuominen) PP – 09:24 Magosi (Pavuk) – 13:26 Pavuk (Galanisz, Láda) PP – 14:33 Leppanen (Magosi, Galanisz) – 30:57 Galanisz (Pavuk) – 57:10 Sakaris (Sági) – 57:43 \| Gólok \| \| |                |             |                          | Játékvezetők: Németh Márton Rencz Dániel Vonalbírók: Muzsik Norbert Váczi Dávid |
| 45 perc | Büntetések     | 49 perc     |                          | Játékvezetők: Németh Márton Rencz Dániel Vonalbírók: Muzsik Norbert Váczi Dávid |
| 45 | Lövések        | 25          |                          | Játékvezetők: Németh Márton Rencz Dániel Vonalbírók: Muzsik Norbert Váczi Dávid |
| Hajós (Vojtkó, Tuominen) PP – 09:24 Magosi (Pavuk) – 13:26 Pavuk (Galanisz, Láda) PP – 14:33 Leppanen (Magosi, Galanisz) – 30:57 Galanisz (Pavuk) – 57:10 Sakaris (Sági) – 57:43                   | Gólok          |             |                          | Játékvezetők: Németh Márton Rencz Dániel Vonalbírók: Muzsik Norbert Váczi Dávid |

| 2017. február 20 18:00 | Ferencvárosi TC | 1–4 (0–0, 1–2, 0–2) | DVTK Jegesmedvék | Tüskecsarnok Nézőszám: 550 |

| Jegyzőkönyv | Jegyzőkönyv  | Jegyzőkönyv | Jegyzőkönyv    | Jegyzőkönyv                                                                     |
| --- | ------------ | --- | -------------- | ------------------------------------------------------------------------------- |
| | Sevela Peter | Kapusok | Adorján Attila | Játékvezetők: Kincses Gergely Babic Vladimir Vonalbírók: Soós Dániel Kókai Márk |
| \| Sumi (Szappanos) – 23:46 \| Gólok \| Toulmin (Miskolczi, Hajós) – 22:34 Gőz (Sakaris, Joe) PP – 33:20 Magosi (Galanisz, Pavuk) – 49:20 Magosi (Leppanen) PP2 – 56:34 \| |              | |                | Játékvezetők: Kincses Gergely Babic Vladimir Vonalbírók: Soós Dániel Kókai Márk |
| 22 perc | Büntetések   | 8 perc |                | Játékvezetők: Kincses Gergely Babic Vladimir Vonalbírók: Soós Dániel Kókai Márk |
| 23 | Lövések      | 28 |                | Játékvezetők: Kincses Gergely Babic Vladimir Vonalbírók: Soós Dániel Kókai Márk |
| Sumi (Szappanos) – 23:46 | Gólok        | Toulmin (Miskolczi, Hajós) – 22:34 Gőz (Sakaris, Joe) PP – 33:20 Magosi (Galanisz, Pavuk) – 49:20 Magosi (Leppanen) PP2 – 56:34 |                | Játékvezetők: Kincses Gergely Babic Vladimir Vonalbírók: Soós Dániel Kókai Márk |

| 2017. február 22. 18:30 | DVTK Jegesmedvék | 0–3 (0–1, 0–1, 0–1) | Ferencvárosi TC | Miskolci Jégcsarnok Nézőszám: 1250 |

| Jegyzőkönyv | Jegyzőkönyv    | Jegyzőkönyv                                                                                            | Jegyzőkönyv  | Jegyzőkönyv                                                                     |
| --- | -------------- | --- | ------------ | ------------------------------------------------------------------------------- |
| | Adorján Attila | Kapusok                                                                                                | Sevela Peter | Játékvezetők: Vas Mátyás Babic Vladimir Vonalbírók: Soltész Áron Muzsik Norbert |
| \| \| Gólok \| Szappanos (Kiss Á., Lengyel) 4:47 Sumi (Szappanos) PP – 29:45 Jabornik (Tendler, Hietamaki) PP – 48:06 \| |                | |              | Játékvezetők: Vas Mátyás Babic Vladimir Vonalbírók: Soltész Áron Muzsik Norbert |
| 6 perc | Büntetések     | 18 perc                                                                                                |              | Játékvezetők: Vas Mátyás Babic Vladimir Vonalbírók: Soltész Áron Muzsik Norbert |
| 37 | Lövések        | 34 |              | Játékvezetők: Vas Mátyás Babic Vladimir Vonalbírók: Soltész Áron Muzsik Norbert |
| | Gólok          | Szappanos (Kiss Á., Lengyel) 4:47 Sumi (Szappanos) PP – 29:45 Jabornik (Tendler, Hietamaki) PP – 48:06 |              | Játékvezetők: Vas Mátyás Babic Vladimir Vonalbírók: Soltész Áron Muzsik Norbert |

| 2017. február 24. 18:00 | Ferencvárosi TC | 1–3 (1–1, 0–1, 0–1) | DVTK Jegesmedvék | Pesterzsébet Nézőszám: 900 |

| Jegyzőkönyv | Jegyzőkönyv  | Jegyzőkönyv                                                                                       | Jegyzőkönyv    | Jegyzőkönyv                                                                     |
| --- | ------------ | ------------------------------------------------------------------------------------------------- | -------------- | ------------------------------------------------------------------------------- |
| | Sevela Peter | Kapusok                                                                                           | Adorján Attila | Játékvezetők: Babic Vladimir Kincses Gergely Vonalbírók: Kókai Márk Soós Dániel |
| \| Tendler (Rafaj, Jabornik) PP2 – 4:13 \| Gólok \| Magosi (Láda, Pavuk) PP – 11:45 Galanisz (Magosi, Láda) – 33:43 Hajós (Miskolczi, Gőz) PP – 46:48 \| |              |                                                                                                   |                | Játékvezetők: Babic Vladimir Kincses Gergely Vonalbírók: Kókai Márk Soós Dániel |
| 38 perc | Büntetések   | 26 perc                                                                                           |                | Játékvezetők: Babic Vladimir Kincses Gergely Vonalbírók: Kókai Márk Soós Dániel |
| 44 | Lövések      | 45                                                                                                |                | Játékvezetők: Babic Vladimir Kincses Gergely Vonalbírók: Kókai Márk Soós Dániel |
| Tendler (Rafaj, Jabornik) PP2 – 4:13 | Gólok        | Magosi (Láda, Pavuk) PP – 11:45 Galanisz (Magosi, Láda) – 33:43 Hajós (Miskolczi, Gőz) PP – 46:48 |                | Játékvezetők: Babic Vladimir Kincses Gergely Vonalbírók: Kókai Márk Soós Dániel |

| 2017. február 26. 18:00 | DVTK Jegesmedvék | 3–0 (0–0, 1–0, 2–0) | Ferencvárosi TC | Miskolci Jégcsarnok Nézőszám: 1760 |

| Jegyzőkönyv                                                                                  | Jegyzőkönyv    | Jegyzőkönyv | Jegyzőkönyv  | Jegyzőkönyv                                                                     |
| -------------------------------------------------------------------------------------------- | -------------- | ----------- | ------------ | ------------------------------------------------------------------------------- |
|                                                                                              | Adorján Attila | Kapusok     | Sevela Peter | Játékvezetők: Babic Vladimir Kincses Gergely Vonalbírók: Soós Dániel Kókai Márk |
| \| Pavuk (Sági) – 34:35 Sakaris (Tuominen) – 41:58 Galanisz (Láda) EN – 59:11 \| Gólok \| \| |                |             |              | Játékvezetők: Babic Vladimir Kincses Gergely Vonalbírók: Soós Dániel Kókai Márk |
| 10 perc                                                                                      | Büntetések     | 38 perc     |              | Játékvezetők: Babic Vladimir Kincses Gergely Vonalbírók: Soós Dániel Kókai Márk |
| 37                                                                                           | Lövések        | 29          |              | Játékvezetők: Babic Vladimir Kincses Gergely Vonalbírók: Soós Dániel Kókai Márk |
| Pavuk (Sági) – 34:35 Sakaris (Tuominen) – 41:58 Galanisz (Láda) EN – 59:11                   | Gólok          |             |              | Játékvezetők: Babic Vladimir Kincses Gergely Vonalbírók: Soós Dániel Kókai Márk |

#### MAC Budapest – Fehérvári Titánok
| 2017. február 14. 19:00 | MAC Budapest | 7–1 (1–1, 5–0, 1–0) | Fehérvári Titánok | Tüskecsarnok Nézőszám: 1400 |

| Jegyzőkönyv | Jegyzőkönyv  | Jegyzőkönyv                      | Jegyzőkönyv             | Jegyzőkönyv                                                                       |
| --- | ------------ | -------------------------------- | ----------------------- | --------------------------------------------------------------------------------- |
| | Bálizs Bence | Kapusok                          | Adrien Lemay Alex Scola | Játékvezetők: Babic Vladimir Németh Márton Vonalbírók: Váczi Dávid Muzsik Norbert |
| \| Terbócs (Nagy G., Nagy K.) – 3:16 Somogyi (Vokla, Escobedo) – 22:28 Kovács B. (Booras, Nikiforov) PP – 25:46 Jubinville (Booras, Nikiforov) PP – 30:49 Nagy G. (Nagy K., Jubinville ) PP – 34:24 Nagy K. SH – 36:59 Nagy G. (Terbócs) – 41:02 \| Gólok \| Shupe (Sárpátki, Vincze) – 07:13 \| |              |                                  |                         | Játékvezetők: Babic Vladimir Németh Márton Vonalbírók: Váczi Dávid Muzsik Norbert |
| 16 perc | Büntetések   | 12 perc                          |                         | Játékvezetők: Babic Vladimir Németh Márton Vonalbírók: Váczi Dávid Muzsik Norbert |
| 40 | Lövések      | 12                               |                         | Játékvezetők: Babic Vladimir Németh Márton Vonalbírók: Váczi Dávid Muzsik Norbert |
| Terbócs (Nagy G., Nagy K.) – 3:16 Somogyi (Vokla, Escobedo) – 22:28 Kovács B. (Booras, Nikiforov) PP – 25:46 Jubinville (Booras, Nikiforov) PP – 30:49 Nagy G. (Nagy K., Jubinville ) PP – 34:24 Nagy K. SH – 36:59 Nagy G. (Terbócs) – 41:02                                                    | Gólok        | Shupe (Sárpátki, Vincze) – 07:13 |                         | Játékvezetők: Babic Vladimir Németh Márton Vonalbírók: Váczi Dávid Muzsik Norbert |

| 2017. február 16. 18:30 | Fehérvári Titánok | 2–3 (h.u.) (2–1, 0–1, 0–0, 0–1) | MAC Budapest | Székesfehérvár Nézőszám: 724 |

| Jegyzőkönyv | Jegyzőkönyv | Jegyzőkönyv                                                                                        | Jegyzőkönyv  | Jegyzőkönyv                                                                       |
| --- | ----------- | -------------------------------------------------------------------------------------------------- | ------------ | --------------------------------------------------------------------------------- |
| | Alex Scola  | Kapusok                                                                                            | Bálizs Bence | Játékvezetők: Németh Márton Halassy György Vonalbírók: Váczi Dávid Muzsik Norbert |
| \| Kiss P. (Shupe, Krogh) PP – 03:59 Hamvai – 10:11 \| Gólok \| Roczanov (Ruikka, Vokla) – 08:36 Kovács B. (Nagy G.) – 35:06 Pozsgai (Könczei, Kovács Cs.) – 64:57 \| |             | |              | Játékvezetők: Németh Márton Halassy György Vonalbírók: Váczi Dávid Muzsik Norbert |
| 0 perc | Büntetések  | 10 perc                                                                                            |              | Játékvezetők: Németh Márton Halassy György Vonalbírók: Váczi Dávid Muzsik Norbert |
| 34 | Lövések     | 32                                                                                                 |              | Játékvezetők: Németh Márton Halassy György Vonalbírók: Váczi Dávid Muzsik Norbert |
| Kiss P. (Shupe, Krogh) PP – 03:59 Hamvai – 10:11 | Gólok       | Roczanov (Ruikka, Vokla) – 08:36 Kovács B. (Nagy G.) – 35:06 Pozsgai (Könczei, Kovács Cs.) – 64:57 |              | Játékvezetők: Németh Márton Halassy György Vonalbírók: Váczi Dávid Muzsik Norbert |

| 2017. február 18. 19:00 | MAC Budapest | 2–3 (sz.) (1–1, 0–0, 1–1, 0–0, 0–1) | Fehérvári Titánok | Tüskecsarnok Nézőszám: 1100 |

| Jegyzőkönyv | Jegyzőkönyv  | Jegyzőkönyv                                                         | Jegyzőkönyv | Jegyzőkönyv                                                                        |
| --- | ------------ | ------------------------------------------------------------------- | ----------- | ---------------------------------------------------------------------------------- |
| | Bálizs Bence | Kapusok                                                             | Alex Scola  | Játékvezetők: Babic Vladimir Fazekas Djordje Vonalbírók: Pálkövi Botond Kókai Márk |
| \| Pozsgai (Nikiforov) PP – 13:54 Nagy K. (Nagy G.) – 42:54 \| Gólok \| Reisz (Sárpátki, Kocsis) – 06:59 Kiss P. (Sárpátki, Kocsis) – 58:17 \| |              |                                                                     |             | Játékvezetők: Babic Vladimir Fazekas Djordje Vonalbírók: Pálkövi Botond Kókai Márk |
| Nagy G. Booras Jubinville | Szétlövés    | Reisz Kiss P.                                                       |             | Játékvezetők: Babic Vladimir Fazekas Djordje Vonalbírók: Pálkövi Botond Kókai Márk |
| 14 perc | Büntetések   | 18 perc                                                             |             | Játékvezetők: Babic Vladimir Fazekas Djordje Vonalbírók: Pálkövi Botond Kókai Márk |
| 45 | Lövések      | 31                                                                  |             | Játékvezetők: Babic Vladimir Fazekas Djordje Vonalbírók: Pálkövi Botond Kókai Márk |
| Pozsgai (Nikiforov) PP – 13:54 Nagy K. (Nagy G.) – 42:54                                                                                       | Gólok        | Reisz (Sárpátki, Kocsis) – 06:59 Kiss P. (Sárpátki, Kocsis) – 58:17 |             | Játékvezetők: Babic Vladimir Fazekas Djordje Vonalbírók: Pálkövi Botond Kókai Márk |

| 2017. február 20. 18:30 | Fehérvári Titánok | 3–4 (h.u.) (1–2, 2–1, 0–0, 0–1) | MAC Budapest | Székesfehérvár Nézőszám: 1610 |

| Jegyzőkönyv | Jegyzőkönyv | Jegyzőkönyv                                                                                      | Jegyzőkönyv  | Jegyzőkönyv                                                                    |
| --- | ----------- | ------------------------------------------------------------------------------------------------ | ------------ | ------------------------------------------------------------------------------ |
| | Alex Scola  | Kapusok                                                                                          | Bálizs Bence | Játékvezetők: Halassy György Vas Mátyás Vonalbírók: Muzsik Norbert Váczi Dávid |
| \| Kovács Cs. (Könczei, Vokla) – 2:47 Nikiforov (Booras) – 16:59 Kovács B. (Nikiforov) PP – 24:08 Nagy G. (Olson) – 67:00 \| Gólok \| Erdély (Kóger D., Vas J.) – 13:55 Szabó D. (Orbán A., Vas J.) – 33:24 Kiss P. (Sárpátki) – 37:17 \| |             |                                                                                                  |              | Játékvezetők: Halassy György Vas Mátyás Vonalbírók: Muzsik Norbert Váczi Dávid |
| 10 perc | Büntetések  | 6 perc                                                                                           |              | Játékvezetők: Halassy György Vas Mátyás Vonalbírók: Muzsik Norbert Váczi Dávid |
| 40 | Lövések     | 26                                                                                               |              | Játékvezetők: Halassy György Vas Mátyás Vonalbírók: Muzsik Norbert Váczi Dávid |
| Kovács Cs. (Könczei, Vokla) – 2:47 Nikiforov (Booras) – 16:59 Kovács B. (Nikiforov) PP – 24:08 Nagy G. (Olson) – 67:00 | Gólok       | Erdély (Kóger D., Vas J.) – 13:55 Szabó D. (Orbán A., Vas J.) – 33:24 Kiss P. (Sárpátki) – 37:17 |              | Játékvezetők: Halassy György Vas Mátyás Vonalbírók: Muzsik Norbert Váczi Dávid |

| 2017. február 22. 19:00 | MAC Budapest | 3–1 (2–0, 1–1, 0–0) | Fehérvári Titánok | Tüskecsarnok Nézőszám: 1200 |

| Jegyzőkönyv | Jegyzőkönyv  | Jegyzőkönyv                         | Jegyzőkönyv  | Jegyzőkönyv                                                                     |
| --- | ------------ | ----------------------------------- | ------------ | ------------------------------------------------------------------------------- |
| | Bálizs Bence | Kapusok                             | Rajna Miklós | Játékvezetők: Németh Márton Kincses Gergely Vonalbírók: Soós Dániel Váczi Dávid |
| \| Booras (Jubinville) – 1:05 Nagy G. (Somogyi, Olson) PP2 – 19:15 Kovács B. (Terbócs) – 30:27 \| Gólok \| Erdély (Kóger D., Reisz) PP – 24:54 \| |              |                                     |              | Játékvezetők: Németh Márton Kincses Gergely Vonalbírók: Soós Dániel Váczi Dávid |
| 4 perc | Büntetések   | 10 perc                             |              | Játékvezetők: Németh Márton Kincses Gergely Vonalbírók: Soós Dániel Váczi Dávid |
| 50 | Lövések      | 20                                  |              | Játékvezetők: Németh Márton Kincses Gergely Vonalbírók: Soós Dániel Váczi Dávid |
| Booras (Jubinville) – 1:05 Nagy G. (Somogyi, Olson) PP2 – 19:15 Kovács B. (Terbócs) – 30:27                                                       | Gólok        | Erdély (Kóger D., Reisz) PP – 24:54 |              | Játékvezetők: Németh Márton Kincses Gergely Vonalbírók: Soós Dániel Váczi Dávid |

#### UTE – Dunaújvárosi Acélbikák
| 2017. február 14. 18:00 | Újpesti TE | 0–1 (0–0, 0–1, 0–0) | Dunaújvárosi Acélbikák | Újpesti Jégcsarnok Nézőszám: 653 |

| Jegyzőkönyv                                         | Jegyzőkönyv | Jegyzőkönyv                       | Jegyzőkönyv   | Jegyzőkönyv                                                                          |
| --------------------------------------------------- | ----------- | --------------------------------- | ------------- | ------------------------------------------------------------------------------------ |
|                                                     | Ales Sila   | Kapusok                           | Duschek Dávid | Játékvezetők: Juhász Gábor Haszonits Miklós Vonalbírók: Kis-Király Barna Soós Dániel |
| \| \| Gólok \| Dansereau (Tanka, Cseter) – 33:01 \| |             |                                   |               | Játékvezetők: Juhász Gábor Haszonits Miklós Vonalbírók: Kis-Király Barna Soós Dániel |
| 12 perc                                             | Büntetések  | 14 perc                           |               | Játékvezetők: Juhász Gábor Haszonits Miklós Vonalbírók: Kis-Király Barna Soós Dániel |
| 35                                                  | Lövések     | 24                                |               | Játékvezetők: Juhász Gábor Haszonits Miklós Vonalbírók: Kis-Király Barna Soós Dániel |
|                                                     | Gólok       | Dansereau (Tanka, Cseter) – 33:01 |               | Játékvezetők: Juhász Gábor Haszonits Miklós Vonalbírók: Kis-Király Barna Soós Dániel |

| 2017. február 16. 18:00 | Dunaújvárosi Acélbikák | 4–2 (1–0, 2–0, 1–2) | Újpesti TE | Dunaújváros Nézőszám: 750 |

| Jegyzőkönyv | Jegyzőkönyv  | Jegyzőkönyv                                               | Jegyzőkönyv | Jegyzőkönyv                                                                          |
| --- | ------------ | --------------------------------------------------------- | ----------- | ------------------------------------------------------------------------------------ |
| | Duschek Dáid | Kapusok                                                   | Ales Sila   | Játékvezetők: Haszonits Miklós Mayer Gábor Vonalbírók: Kis-Király Barna Soltész Áron |
| \| Becze (Kaszkov, Ölander) PP – 02:51 Németh P. (Hüffner, Léránt) – 22:39 Dansereau (Cseter, Azari) – 23:53 Dansereau (Azari, Cseter) – 50:33 \| Gólok \| Benk (Huba, Ropret) PP2 – 52:26 Nagy N. (Gröschl) – 57:01 \| |              |                                                           |             | Játékvezetők: Haszonits Miklós Mayer Gábor Vonalbírók: Kis-Király Barna Soltész Áron |
| 20 perc | Büntetések   | 16 perc                                                   |             | Játékvezetők: Haszonits Miklós Mayer Gábor Vonalbírók: Kis-Király Barna Soltész Áron |
| 33 | Lövések      | 52                                                        |             | Játékvezetők: Haszonits Miklós Mayer Gábor Vonalbírók: Kis-Király Barna Soltész Áron |
| Becze (Kaszkov, Ölander) PP – 02:51 Németh P. (Hüffner, Léránt) – 22:39 Dansereau (Cseter, Azari) – 23:53 Dansereau (Azari, Cseter) – 50:33                                                                             | Gólok        | Benk (Huba, Ropret) PP2 – 52:26 Nagy N. (Gröschl) – 57:01 |             | Játékvezetők: Haszonits Miklós Mayer Gábor Vonalbírók: Kis-Király Barna Soltész Áron |

| 2017. február 18. 18:00 | Újpesti TE | 9–4 (3–3, 3–1, 3–0) | Dunaújvárosi Acélbikák | Újpesti Jégcsarnok Nézőszám: 752 |

| Jegyzőkönyv | Jegyzőkönyv | Jegyzőkönyv | Jegyzőkönyv                  | Jegyzőkönyv                                                                    |
| --- | ----------- | --- | ---------------------------- | ------------------------------------------------------------------------------ |
| | Ales Sila   | Kapusok | Duschek Dávid Henrik Koitmaa | Játékvezetők: Halassy György Juhász Gábor Vonalbírók: Soltész Áron Soós Dániel |
| \| Hebar (Ropret, Benk) – 15:01 Frolik (Sikorcin, Csanyi) – 16:33 Hebar – 16:54 Ropret (Huba, Sikorcin) PP – 21:05 Tóth G. (Nemes) – 24:55 Kiss D. (Frolik, Sikorcin) – 27:10 Sikorcin (Kovács A.) – 42:07 Hebar (Csanyi, Nagy N.) PP – 46:22 Nemes (Tóth G., Hegyi) – 53:15 \| Gólok \| Dansereau (Hruby, Cseter) – 03:25 Azari (Cseter, Dansereau) PP – 06:53 Ölander (Dansereau, Cseter) – 19:41 Becze (Azari, Hudec) PP – 37:13 \| |             | |                              | Játékvezetők: Halassy György Juhász Gábor Vonalbírók: Soltész Áron Soós Dániel |
| 45 perc | Büntetések  | 82 perc |                              | Játékvezetők: Halassy György Juhász Gábor Vonalbírók: Soltész Áron Soós Dániel |
| 56 | Lövések     | 25 |                              | Játékvezetők: Halassy György Juhász Gábor Vonalbírók: Soltész Áron Soós Dániel |
| Hebar (Ropret, Benk) – 15:01 Frolik (Sikorcin, Csanyi) – 16:33 Hebar – 16:54 Ropret (Huba, Sikorcin) PP – 21:05 Tóth G. (Nemes) – 24:55 Kiss D. (Frolik, Sikorcin) – 27:10 Sikorcin (Kovács A.) – 42:07 Hebar (Csanyi, Nagy N.) PP – 46:22 Nemes (Tóth G., Hegyi) – 53:15 | Gólok       | Dansereau (Hruby, Cseter) – 03:25 Azari (Cseter, Dansereau) PP – 06:53 Ölander (Dansereau, Cseter) – 19:41 Becze (Azari, Hudec) PP – 37:13 |                              | Játékvezetők: Halassy György Juhász Gábor Vonalbírók: Soltész Áron Soós Dániel |

| 2017. február 20. 18:00 | Dunaújvárosi Acélbikák | 2–3 (0–2, 0–0, 2–1) | Újpesti TE | Dunaújváros Nézőszám: 1100 |

| Jegyzőkönyv | Jegyzőkönyv  | Jegyzőkönyv                                                                               | Jegyzőkönyv | Jegyzőkönyv                                                                           |
| --- | ------------ | ----------------------------------------------------------------------------------------- | ----------- | ------------------------------------------------------------------------------------- |
| | Duschek Dáid | Kapusok                                                                                   | Ales Sila   | Játékvezetők: Haszonits Miklós Juhász Gábor Vonalbírók: Kis-Király Barna Soltész Áron |
| \| Becze (Németh, Cseter) – 47:04 Becze (Ladigin, Hudec) – 53:49 \| Gólok \| Frolik (Benk, Huba) PP – 06:54 Huba (Pápa, Tóth G.) – 19:25 Nemes (Ropret, Hebar) – 56:52 \| |              |                                                                                           |             | Játékvezetők: Haszonits Miklós Juhász Gábor Vonalbírók: Kis-Király Barna Soltész Áron |
| 4 perc | Büntetések   | 10 perc                                                                                   |             | Játékvezetők: Haszonits Miklós Juhász Gábor Vonalbírók: Kis-Király Barna Soltész Áron |
| 37 | Lövések      | 47                                                                                        |             | Játékvezetők: Haszonits Miklós Juhász Gábor Vonalbírók: Kis-Király Barna Soltész Áron |
| Becze (Németh, Cseter) – 47:04 Becze (Ladigin, Hudec) – 53:49 | Gólok        | Frolik (Benk, Huba) PP – 06:54 Huba (Pápa, Tóth G.) – 19:25 Nemes (Ropret, Hebar) – 56:52 |             | Játékvezetők: Haszonits Miklós Juhász Gábor Vonalbírók: Kis-Király Barna Soltész Áron |

| 2017. február 22. 18:00 | Újpesti TE | 4–3 (2–2, 0–1, 2–0) | Dunaújvárosi Acélbikák | Újpesti Jégcsarnok Nézőszám: 786 |

| Jegyzőkönyv | Jegyzőkönyv | Jegyzőkönyv                                                                                      | Jegyzőkönyv   | Jegyzőkönyv                                                                         |
| --- | ----------- | ------------------------------------------------------------------------------------------------ | ------------- | ----------------------------------------------------------------------------------- |
| | Ales Sila   | Kapusok                                                                                          | Duschek Dávid | Játékvezetők: Haszonits Miklós Juhász Gábor Vonalbírók: Kókai Márk Kis-Király Barna |
| \| Sikorcin (Csanyi, Frolik) – 5:00 Frolik (Ropret, Huba) PP – 6:42 Tóth G. – 43:31 Nagy N. (Nemes B., Tóth G.) – 50:17 \| Gólok \| Németh (Becze) – 03:28 Cseter (Ölander, Dansereau) PP – 10:09 Ölander (Cseter, Azari) PP – 21:48 \| |             |                                                                                                  |               | Játékvezetők: Haszonits Miklós Juhász Gábor Vonalbírók: Kókai Márk Kis-Király Barna |
| 8 perc | Büntetések  | 4 perc                                                                                           |               | Játékvezetők: Haszonits Miklós Juhász Gábor Vonalbírók: Kókai Márk Kis-Király Barna |
| 35 | Lövések     | 23                                                                                               |               | Játékvezetők: Haszonits Miklós Juhász Gábor Vonalbírók: Kókai Márk Kis-Király Barna |
| Sikorcin (Csanyi, Frolik) – 5:00 Frolik (Ropret, Huba) PP – 6:42 Tóth G. – 43:31 Nagy N. (Nemes B., Tóth G.) – 50:17 | Gólok       | Németh (Becze) – 03:28 Cseter (Ölander, Dansereau) PP – 10:09 Ölander (Cseter, Azari) PP – 21:48 |               | Játékvezetők: Haszonits Miklós Juhász Gábor Vonalbírók: Kókai Márk Kis-Király Barna |

| 2017. február 24. 18:00 | Dunaújvárosi Acélbikák | 5–4 (sz.) (0–1, 1–1, 3–2, 0–0, 1–0) | Újpesti TE | Dunaújváros Nézőszám: 1000 |

| Jegyzőkönyv | Jegyzőkönyv  | Jegyzőkönyv | Jegyzőkönyv | Jegyzőkönyv                                                                        |
| --- | ------------ | --- | ----------- | ---------------------------------------------------------------------------------- |
| | Duschek Dáid | Kapusok | Ales Sila   | Játékvezetők: Haszonits Miklós Juhász Gábor Vonalbírók: Muzsik Norbert Váczi Dávid |
| \| Becze PS – 25:24 Cseter – 42:54 Hudec (Borbás, Kaszkov) PP – 49:12 Hudec (Becze, Borbás) – 56:14 \| Gólok \| Csanyi (Frolik, Sikorcin) – 8:40 Ropret (Hebar, Kovács A.) – 26:21 Sikorcin (Csanyi, Frolik) – 42:10 Ropret (Nagy R.) PP – 55:17 \| |              | |             | Játékvezetők: Haszonits Miklós Juhász Gábor Vonalbírók: Muzsik Norbert Váczi Dávid |
| Dansereau Becze Azari Dansereau | Szétlövés    | Frolik Sikorcin Hebar Ropret |             | Játékvezetők: Haszonits Miklós Juhász Gábor Vonalbírók: Muzsik Norbert Váczi Dávid |
| 14 perc | Büntetések   | 12 perc |             | Játékvezetők: Haszonits Miklós Juhász Gábor Vonalbírók: Muzsik Norbert Váczi Dávid |
| 42 | Lövések      | 47 |             | Játékvezetők: Haszonits Miklós Juhász Gábor Vonalbírók: Muzsik Norbert Váczi Dávid |
| Becze PS – 25:24 Cseter – 42:54 Hudec (Borbás, Kaszkov) PP – 49:12 Hudec (Becze, Borbás) – 56:14 | Gólok        | Csanyi (Frolik, Sikorcin) – 8:40 Ropret (Hebar, Kovács A.) – 26:21 Sikorcin (Csanyi, Frolik) – 42:10 Ropret (Nagy R.) PP – 55:17 |             | Játékvezetők: Haszonits Miklós Juhász Gábor Vonalbírók: Muzsik Norbert Váczi Dávid |

| 2017. február 26. 18:30 | Újpesti TE | 3–2 (h.u.) (1–1, 0–0, 1–1, 1–0) | Dunaújvárosi Acélbikák | Újpesti Jégcsarnok Nézőszám: 1580 |

| Jegyzőkönyv | Jegyzőkönyv | Jegyzőkönyv                                                             | Jegyzőkönyv   | Jegyzőkönyv                                                                        |
| --- | ----------- | ----------------------------------------------------------------------- | ------------- | ---------------------------------------------------------------------------------- |
| | Ales Sila   | Kapusok                                                                 | Duschek Dávid | Játékvezetők: Haszonits Miklós Juhász Gábor Vonalbírók: Váczi Dávid Muzsik Norbert |
| \| Sikorcin (Benk, Huba) PP2 – 19:03 Csanyi (Frolik, Sikorcin) – 54:12 Ropret – 69:13 \| Gólok \| Dansereau (Cseter, Azari) – 05:21 Dansereau (Ölander, Azari) PP – 44:27 \| |             |                                                                         |               | Játékvezetők: Haszonits Miklós Juhász Gábor Vonalbírók: Váczi Dávid Muzsik Norbert |
| 12 perc | Büntetések  | 38 perc                                                                 |               | Játékvezetők: Haszonits Miklós Juhász Gábor Vonalbírók: Váczi Dávid Muzsik Norbert |
| 44 | Lövések     | 47                                                                      |               | Játékvezetők: Haszonits Miklós Juhász Gábor Vonalbírók: Váczi Dávid Muzsik Norbert |
| Sikorcin (Benk, Huba) PP2 – 19:03 Csanyi (Frolik, Sikorcin) – 54:12 Ropret – 69:13                                                                                           | Gólok       | Dansereau (Cseter, Azari) – 05:21 Dansereau (Ölander, Azari) PP – 44:27 |               | Játékvezetők: Haszonits Miklós Juhász Gábor Vonalbírók: Váczi Dávid Muzsik Norbert |

#### Debreceni HK – Corona Brașov
| 2017. február 14. 18:00 | Debreceni HK | 6–3 (2–2, 3–0, 1–1) | ASC Brașov | Debrecen Nézőszám: 340 |

| Jegyzőkönyv | Jegyzőkönyv  | Jegyzőkönyv                                                                                             | Jegyzőkönyv | Jegyzőkönyv                                                                      |
| --- | ------------ | --- | ----------- | -------------------------------------------------------------------------------- |
| | Gyenes Dávid | Kapusok                                                                                                 | Tőke Zoltán | Játékvezetők: Kókai Márk Pálkövi Botond Vonalbírók: Vincze Dániel Salánki Attila |
| \| Berta (Hári N., Godó) – 4:36 Hetényi P. (Brown, Schultz) – 12:51 Varga A. (Hári N., Dudas Jesse) – 23:50 Németh A. (Molnár D., Godó) – 34:01 Dudas (Varga A., Schultz) – 39:07 Godó (Molnár D.) – 8:16 \| Gólok \| Bors (McDonald, Tranca) – 16:30 McDonald (Klempa, McGregor) – 18:46 McDonald (McGregor, Klempa) – 47:14 \| |              | |             | Játékvezetők: Kókai Márk Pálkövi Botond Vonalbírók: Vincze Dániel Salánki Attila |
| 4 perc | Büntetések   | 30 perc                                                                                                 |             | Játékvezetők: Kókai Márk Pálkövi Botond Vonalbírók: Vincze Dániel Salánki Attila |
| 36 | Lövések      | 25 |             | Játékvezetők: Kókai Márk Pálkövi Botond Vonalbírók: Vincze Dániel Salánki Attila |
| Berta (Hári N., Godó) – 4:36 Hetényi P. (Brown, Schultz) – 12:51 Varga A. (Hári N., Dudas Jesse) – 23:50 Németh A. (Molnár D., Godó) – 34:01 Dudas (Varga A., Schultz) – 39:07 Godó (Molnár D.) – 8:16 | Gólok        | Bors (McDonald, Tranca) – 16:30 McDonald (Klempa, McGregor) – 18:46 McDonald (McGregor, Klempa) – 47:14 |             | Játékvezetők: Kókai Márk Pálkövi Botond Vonalbírók: Vincze Dániel Salánki Attila |

| 2017. február 15. 18:00 | Debreceni HK | 2–5 (0–3, 1–1, 1–1) | ASC Brașov | Debrecen Nézőszám: 417 |

| Jegyzőkönyv | Jegyzőkönyv  | Jegyzőkönyv | Jegyzőkönyv | Jegyzőkönyv                                                                      |
| --- | ------------ | --- | ----------- | -------------------------------------------------------------------------------- |
| | Gyenes Dávid | Kapusok | Tőke Zoltán | Játékvezetők: Rudolf Lauff Branislav Jura Vonalbírók: Váczi Dávid Muzsik Norbert |
| \| Schultz (Dudas, Gyenes) PP – 21:58 Vaszjunyin (Piszkunov) – 58:09 \| Gólok \| Mihály (McGregor, Filip) – 0:48 Gliga (Mihály, Molnár Zs.) – 3:20 Gliga (Clarke) PP – 13:48 McDonald (Filip, Klempa) PP – 26:45 Filip (McDonald, McGregor) PP2 – 52:55 \| |              | |             | Játékvezetők: Rudolf Lauff Branislav Jura Vonalbírók: Váczi Dávid Muzsik Norbert |
| 14 perc | Büntetések   | 18 perc |             | Játékvezetők: Rudolf Lauff Branislav Jura Vonalbírók: Váczi Dávid Muzsik Norbert |
| 35 | Lövések      | 34 |             | Játékvezetők: Rudolf Lauff Branislav Jura Vonalbírók: Váczi Dávid Muzsik Norbert |
| Schultz (Dudas, Gyenes) PP – 21:58 Vaszjunyin (Piszkunov) – 58:09 | Gólok        | Mihály (McGregor, Filip) – 0:48 Gliga (Mihály, Molnár Zs.) – 3:20 Gliga (Clarke) PP – 13:48 McDonald (Filip, Klempa) PP – 26:45 Filip (McDonald, McGregor) PP2 – 52:55 |             | Játékvezetők: Rudolf Lauff Branislav Jura Vonalbírók: Váczi Dávid Muzsik Norbert |

| 2017. február 18. 18:30 | ASC Brașov | 2–3 (1–2, 1–1, 0–0) | Debreceni HK | Brassó |

| Jegyzőkönyv | Jegyzőkönyv | Jegyzőkönyv | Jegyzőkönyv  | Jegyzőkönyv                                                                     |
| --- | ----------- | --- | ------------ | ------------------------------------------------------------------------------- |
| | Tőke Zoltán | Kapusok | Gyenes Dávid | Játékvezetők: Rudolf Lauff Branislav Jura Vonalbírók: Siko Szilárd Máthé István |
| \| Molnár Zs. (Gliga) PP – 8:22 Klempa (McDonald, McGregor) – 33:45 \| Gólok \| Hári N. (Németh A., Bezrukov) – 5:07 Schultz (Brown, Hetényi P.) – 13:19 Molnár D. (Hári N., Berzukov) – 31:38 \| |             | |              | Játékvezetők: Rudolf Lauff Branislav Jura Vonalbírók: Siko Szilárd Máthé István |
| 10 perc | Büntetések  | 26 perc |              | Játékvezetők: Rudolf Lauff Branislav Jura Vonalbírók: Siko Szilárd Máthé István |
| 34 | Lövések     | 29 |              | Játékvezetők: Rudolf Lauff Branislav Jura Vonalbírók: Siko Szilárd Máthé István |
| Molnár Zs. (Gliga) PP – 8:22 Klempa (McDonald, McGregor) – 33:45 | Gólok       | Hári N. (Németh A., Bezrukov) – 5:07 Schultz (Brown, Hetényi P.) – 13:19 Molnár D. (Hári N., Berzukov) – 31:38 |              | Játékvezetők: Rudolf Lauff Branislav Jura Vonalbírók: Siko Szilárd Máthé István |

| 2017. február 19. 18:30 | ASC Brașov | 7–4 (1–3, 3–0, 3–1) | Debreceni HK | Brassó Nézőszám: 1400 |

| Jegyzőkönyv | Jegyzőkönyv | Jegyzőkönyv | Jegyzőkönyv  | Jegyzőkönyv                                                               |
| --- | ----------- | --- | ------------ | ------------------------------------------------------------------------- |
| | Tőke Zoltán | Kapusok | Gyenes Dávid | Játékvezetők: Luka Kamsek Miha Bajt Vonalbírók: Rédai Botond Andre Attila |
| \| Klempa (McGregor, Mihály) PP – 0:37 Clarke – 23:05 Zsók (Zabludovszkij) – 31:09 McGregor (Mihály, Clarke) – 36:34 McGregor (McDonald, Klempa) – 50:42 McDonald (Klempa, McGregor) – 52:26 Gliga (Mihály, Molnár Zs.) – 53:00 \| Gólok \| Dudas (Hári N.) – 3:48 Berta (Vaszjunyin) – 15:16 Berta (Piszkunov) – 16:07 Piszkunov (Schultz, Dudas) PP2 – 55:25 \| |             | |              | Játékvezetők: Luka Kamsek Miha Bajt Vonalbírók: Rédai Botond Andre Attila |
| 16 perc | Büntetések  | 47 perc |              | Játékvezetők: Luka Kamsek Miha Bajt Vonalbírók: Rédai Botond Andre Attila |
| 39 | Lövések     | 49 |              | Játékvezetők: Luka Kamsek Miha Bajt Vonalbírók: Rédai Botond Andre Attila |
| Klempa (McGregor, Mihály) PP – 0:37 Clarke – 23:05 Zsók (Zabludovszkij) – 31:09 McGregor (Mihály, Clarke) – 36:34 McGregor (McDonald, Klempa) – 50:42 McDonald (Klempa, McGregor) – 52:26 Gliga (Mihály, Molnár Zs.) – 53:00 | Gólok       | Dudas (Hári N.) – 3:48 Berta (Vaszjunyin) – 15:16 Berta (Piszkunov) – 16:07 Piszkunov (Schultz, Dudas) PP2 – 55:25 |              | Játékvezetők: Luka Kamsek Miha Bajt Vonalbírók: Rédai Botond Andre Attila |

| 2017. február 22. 18:00 | Debreceni HK | 6–1 (4–0, 2–0, 0–1) | ASC Brașov | Debrecen Nézőszám: 423 |

| Jegyzőkönyv | Jegyzőkönyv  | Jegyzőkönyv           | Jegyzőkönyv             | Jegyzőkönyv                                                                      |
| --- | ------------ | --------------------- | ----------------------- | -------------------------------------------------------------------------------- |
| | Gyenes Dávid | Kapusok               | Tőke Zoltán Patrik Polc | Játékvezetők: Lauff Rudolf Branislav Jura Vonalbírók: Pálkövi Botond Berger Ákos |
| \| Godó (Koszourov, Vaszjunyin) – 06:59 Vaszjunyin (Bezrukov, Szadikov) – 10:34 Dudas (Schultz) – 11:10 Schultz (Hári N., Dudas) – 15:34 Brown (Schultz) PP – 22:15 Hári N. (Schultz, Dudas) PP – 39:48 \| Gólok \| Zabludovszkij – 49:07 \| |              |                       |                         | Játékvezetők: Lauff Rudolf Branislav Jura Vonalbírók: Pálkövi Botond Berger Ákos |
| 10 perc | Büntetések   | 44 perc               |                         | Játékvezetők: Lauff Rudolf Branislav Jura Vonalbírók: Pálkövi Botond Berger Ákos |
| 41 | Lövések      | 35                    |                         | Játékvezetők: Lauff Rudolf Branislav Jura Vonalbírók: Pálkövi Botond Berger Ákos |
| Godó (Koszourov, Vaszjunyin) – 06:59 Vaszjunyin (Bezrukov, Szadikov) – 10:34 Dudas (Schultz) – 11:10 Schultz (Hári N., Dudas) – 15:34 Brown (Schultz) PP – 22:15 Hári N. (Schultz, Dudas) PP – 39:48                                         | Gólok        | Zabludovszkij – 49:07 |                         | Játékvezetők: Lauff Rudolf Branislav Jura Vonalbírók: Pálkövi Botond Berger Ákos |

| 2017. február 24. 18:30 | ASC Brașov | 3–1 (1–1, 1–0, 1–0) | Debreceni HK | Brassó Nézőszám: 1600 |

| Jegyzőkönyv | Jegyzőkönyv | Jegyzőkönyv               | Jegyzőkönyv  | Jegyzőkönyv                                                                     |
| --- | ----------- | ------------------------- | ------------ | ------------------------------------------------------------------------------- |
| | Patrik Polc | Kapusok                   | Gyenes Dávid | Játékvezetők: Rudolf Lauff Branislav Jura Vonalbírók: Máthé István Rédai Botond |
| \| McGregor (McDonald, Bors) – 05:27 McDonald (Nagy I., Mihály) PP – 24:03 Zabludovszkij (Tranca, Klempa) EN – 58:52 \| Gólok \| Schultz (Dudas) PP – 7:37 \| |             |                           |              | Játékvezetők: Rudolf Lauff Branislav Jura Vonalbírók: Máthé István Rédai Botond |
| 14 perc | Büntetések  | 13 perc                   |              | Játékvezetők: Rudolf Lauff Branislav Jura Vonalbírók: Máthé István Rédai Botond |
| 35 | Lövések     | 37                        |              | Játékvezetők: Rudolf Lauff Branislav Jura Vonalbírók: Máthé István Rédai Botond |
| McGregor (McDonald, Bors) – 05:27 McDonald (Nagy I., Mihály) PP – 24:03 Zabludovszkij (Tranca, Klempa) EN – 58:52                                             | Gólok       | Schultz (Dudas) PP – 7:37 |              | Játékvezetők: Rudolf Lauff Branislav Jura Vonalbírók: Máthé István Rédai Botond |

| 2017. február 26. 18:30 | Debreceni HK | 4–3 (1–1, 3–1, 0–1) | ASC Brașov | Debrecen Nézőszám: 503 |

| Jegyzőkönyv | Jegyzőkönyv  | Jegyzőkönyv                                                                                                 | Jegyzőkönyv | Jegyzőkönyv                                                                 |
| --- | ------------ | --- | ----------- | --------------------------------------------------------------------------- |
| | Gyenes Dávid | Kapusok | Patrik Polc | Játékvezetők: Luka Kamsek Miha Bajt Vonalbírók: Pálkövi Botond Soltész Áron |
| \| Brown (Hári N., Dudas) – 10:47 Piszkunov (Molnár Dávid) – 24:53 Hári N. (Varga A.) – 25:09 Schultz (Piszkunov, Brown) – 26:07 \| Gólok \| McDonald (Filip, McGregor) PP – 16:05 McGregor (McDonald, Klempa) – 29:01 McDonald (Klempa, Clarke) – 53:01 \| |              | |             | Játékvezetők: Luka Kamsek Miha Bajt Vonalbírók: Pálkövi Botond Soltész Áron |
| 10 perc | Büntetések   | 6 perc |             | Játékvezetők: Luka Kamsek Miha Bajt Vonalbírók: Pálkövi Botond Soltész Áron |
| 27 | Lövések      | 35 |             | Játékvezetők: Luka Kamsek Miha Bajt Vonalbírók: Pálkövi Botond Soltész Áron |
| Brown (Hári N., Dudas) – 10:47 Piszkunov (Molnár Dávid) – 24:53 Hári N. (Varga A.) – 25:09 Schultz (Piszkunov, Brown) – 26:07 | Gólok        | McDonald (Filip, McGregor) PP – 16:05 McGregor (McDonald, Klempa) – 29:01 McDonald (Klempa, Clarke) – 53:01 |             | Játékvezetők: Luka Kamsek Miha Bajt Vonalbírók: Pálkövi Botond Soltész Áron |

### Elődöntők
Az elődöntőket február 28. és március 8. között rendezték meg.

#### DVTK Jegesmedvék – Újpesti TE
| 2017. február 28. 18:30 | DVTK Jegesmedvék | 1–2 (0–0, 1–1, 0–1) | Újpesti TE | Miskolci Jégcsarnok Nézőszám: 1110 |

| Jegyzőkönyv | Jegyzőkönyv    | Jegyzőkönyv                                                        | Jegyzőkönyv | Jegyzőkönyv                                                                            |
| --- | -------------- | ------------------------------------------------------------------ | ----------- | -------------------------------------------------------------------------------------- |
| | Adorján Attila | Kapusok                                                            | Ales Sila   | Játékvezetők: Babic Vladimir Haszonits Miklós Vonalbírók: Kis-Király Barna Soós Dániel |
| \| Sági (Sakaris, Johnston) – 28:12 \| Gólok \| Hebar (Frolik, Ropret) PP2 – 29:58 Hebar (Benk, Ropret) PP – 59:01 \| |                |                                                                    |             | Játékvezetők: Babic Vladimir Haszonits Miklós Vonalbírók: Kis-Király Barna Soós Dániel |
| 39 perc | Büntetések     | 35 perc                                                            |             | Játékvezetők: Babic Vladimir Haszonits Miklós Vonalbírók: Kis-Király Barna Soós Dániel |
| 31 | Lövések        | 30                                                                 |             | Játékvezetők: Babic Vladimir Haszonits Miklós Vonalbírók: Kis-Király Barna Soós Dániel |
| Sági (Sakaris, Johnston) – 28:12                                                                                      | Gólok          | Hebar (Frolik, Ropret) PP2 – 29:58 Hebar (Benk, Ropret) PP – 59:01 |             | Játékvezetők: Babic Vladimir Haszonits Miklós Vonalbírók: Kis-Király Barna Soós Dániel |

| 2017. március 2. 19:00 | Újpesti TE | 1–4 (0–2, 0–1, 1–1) | DVTK Jegesmedvék | Újpest Nézőszám: 902 |

| Jegyzőkönyv | Jegyzőkönyv | Jegyzőkönyv | Jegyzőkönyv    | Jegyzőkönyv                                                                                |
| --- | ----------- | --- | -------------- | ------------------------------------------------------------------------------------------ |
| | Ales Sila   | Kapusok | Adorján Attila | Játékvezetők: Kincses Gergely Haszonits Miklós Vonalbírók: Muzsik Norbert Kis-Király Barna |
| \| Hegyi (Benk, Ropret) – 44:20 \| Gólok \| Sakaris (Toulmin, Joe) PP – 09:07 Magosi (Pavuk, Leppanen) – 09:42 Sakaris (Johnston, Tuominen) PP – 36:40 Toulmin – 40:34 \| |             | |                | Játékvezetők: Kincses Gergely Haszonits Miklós Vonalbírók: Muzsik Norbert Kis-Király Barna |
| 35 perc | Büntetések  | 8 perc |                | Játékvezetők: Kincses Gergely Haszonits Miklós Vonalbírók: Muzsik Norbert Kis-Király Barna |
| 26 | Lövések     | 27 |                | Játékvezetők: Kincses Gergely Haszonits Miklós Vonalbírók: Muzsik Norbert Kis-Király Barna |
| Hegyi (Benk, Ropret) – 44:20 | Gólok       | Sakaris (Toulmin, Joe) PP – 09:07 Magosi (Pavuk, Leppanen) – 09:42 Sakaris (Johnston, Tuominen) PP – 36:40 Toulmin – 40:34 |                | Játékvezetők: Kincses Gergely Haszonits Miklós Vonalbírók: Muzsik Norbert Kis-Király Barna |

| 2017. március 4. 18:00 | DVTK Jegesmedvék | 4–2 (1–0, 2–2, 1–0) | Újpesti TE | Miskolci Jégcsarnok Nézőszám: 1580 |

| Jegyzőkönyv | Jegyzőkönyv    | Jegyzőkönyv                                               | Jegyzőkönyv | Jegyzőkönyv                                                                           |
| --- | -------------- | --------------------------------------------------------- | ----------- | ------------------------------------------------------------------------------------- |
| | Adorján Attila | Kapusok                                                   | Ales Sila   | Játékvezetők: Haszonits Miklós Kincses Gergely Vonalbírók: Váczi Dávid Muzsik Norbert |
| \| Andrew Jonston (Leppanen, Toulmin) – 4:50 Galanisz (Sági) – 22:38 Toulmin (Joe) PP – 34:27 Gőz (Sakaris) – 53:51 \| Gólok \| Hegyi (Frolik, Sikorcin) PP – 21:12 Benk (Frolik) – 39:19 \| |                |                                                           |             | Játékvezetők: Haszonits Miklós Kincses Gergely Vonalbírók: Váczi Dávid Muzsik Norbert |
| 33 perc | Büntetések     | 39 perc                                                   |             | Játékvezetők: Haszonits Miklós Kincses Gergely Vonalbírók: Váczi Dávid Muzsik Norbert |
| 39 | Lövések        | 24                                                        |             | Játékvezetők: Haszonits Miklós Kincses Gergely Vonalbírók: Váczi Dávid Muzsik Norbert |
| Andrew Jonston (Leppanen, Toulmin) – 4:50 Galanisz (Sági) – 22:38 Toulmin (Joe) PP – 34:27 Gőz (Sakaris) – 53:51                                                                             | Gólok          | Hegyi (Frolik, Sikorcin) PP – 21:12 Benk (Frolik) – 39:19 |             | Játékvezetők: Haszonits Miklós Kincses Gergely Vonalbírók: Váczi Dávid Muzsik Norbert |

| 2017. március 6. 18:00 | Újpesti TE | 2–5 (2–1, 0–2, 0–2) | DVTK Jegesmedvék | Újpest Nézőszám: 802 |

| Jegyzőkönyv | Jegyzőkönyv | Jegyzőkönyv | Jegyzőkönyv    | Jegyzőkönyv                                                                              |
| --- | ----------- | --- | -------------- | ---------------------------------------------------------------------------------------- |
| | Ales Sila   | Kapusok | Adorján Attila | Játékvezetők: Kincses Gergely Babic Vladimir Vonalbírók: Muzsik Norbert Kis-Király Barna |
| \| Pápa (Tóth G., Nemes B.) – 03:47 Frolik (Csanyi) – 05:17 \| Gólok \| Toulmin (Sakaris) – 16:23 Johnston (Sakaris, Toulmin) – 27:24 Galanisz (Magosi) – 27:57 Magosi (Galanisz, Pavuk) – 44:38 Pavuk EN – 58:55 \| |             | |                | Játékvezetők: Kincses Gergely Babic Vladimir Vonalbírók: Muzsik Norbert Kis-Király Barna |
| 16 perc | Büntetések  | 10 perc |                | Játékvezetők: Kincses Gergely Babic Vladimir Vonalbírók: Muzsik Norbert Kis-Király Barna |
| 29 | Lövések     | 32 |                | Játékvezetők: Kincses Gergely Babic Vladimir Vonalbírók: Muzsik Norbert Kis-Király Barna |
| Pápa (Tóth G., Nemes B.) – 03:47 Frolik (Csanyi) – 05:17 | Gólok       | Toulmin (Sakaris) – 16:23 Johnston (Sakaris, Toulmin) – 27:24 Galanisz (Magosi) – 27:57 Magosi (Galanisz, Pavuk) – 44:38 Pavuk EN – 58:55 |                | Játékvezetők: Kincses Gergely Babic Vladimir Vonalbírók: Muzsik Norbert Kis-Király Barna |

| 2017. március 8. 18:30 | DVTK Jegesmedvék | 2–1 (0–0, 2–0, 0–1) | Újpesti TE | Miskolci Jégcsarnok Nézőszám: 1460 |

| Jegyzőkönyv | Jegyzőkönyv    | Jegyzőkönyv          | Jegyzőkönyv | Jegyzőkönyv                                                                      |
| --- | -------------- | -------------------- | ----------- | -------------------------------------------------------------------------------- |
| | Adorján Attila | Kapusok              | Ales Sila   | Játékvezetők: Babic Vladimir Juhász Gábor Vonalbírók: Soós Dániel Pálkövi Botond |
| \| Galanisz (Pavuk, Leppanen) PP – 26:03 Sági (Galanisz, Leppanen) – 31:12 \| Gólok \| Benk (Hegyi) – 58:33 \| |                |                      |             | Játékvezetők: Babic Vladimir Juhász Gábor Vonalbírók: Soós Dániel Pálkövi Botond |
| 10 perc | Büntetések     | 14 perc              |             | Játékvezetők: Babic Vladimir Juhász Gábor Vonalbírók: Soós Dániel Pálkövi Botond |
| 39 | Lövések        | 38                   |             | Játékvezetők: Babic Vladimir Juhász Gábor Vonalbírók: Soós Dániel Pálkövi Botond |
| Galanisz (Pavuk, Leppanen) PP – 26:03 Sági (Galanisz, Leppanen) – 31:12                                        | Gólok          | Benk (Hegyi) – 58:33 |             | Játékvezetők: Babic Vladimir Juhász Gábor Vonalbírók: Soós Dániel Pálkövi Botond |

#### MAC Budapest – Debreceni HK
| 2017. február 28. 19:00 | MAC Budapest | 6–1 (1–1, 3–0, 2–0) | Debreceni HK | Tüskecsarnok Nézőszám: 800 |

| Jegyzőkönyv | Jegyzőkönyv  | Jegyzőkönyv                   | Jegyzőkönyv                  | Jegyzőkönyv                                                                        |
| --- | ------------ | ----------------------------- | ---------------------------- | ---------------------------------------------------------------------------------- |
| | Bálizs Bence | Kapusok                       | Gyenes Dávid Pleszkán József | Játékvezetők: Németh Márton Kincses Gergely Vonalbírók: Váczi Dávid Muzsik Norbert |
| \| Nagy K. (Olson) PP – 8:49 Kovács B. (Jubinville, Booras) PP – 26:59 Könczei (Terbócs, Olson) – 32:11 Nagy K. (Kovács B., Nagy G.) – 34:21 Kovács B. (Booras, Escobedo) PP – 47:50 Kovács Cs. (Somogyi, 28 Olson) PP – 48:14 \| Gólok \| Brown (Schultz, Dudas) – 9:10 \| |              |                               |                              | Játékvezetők: Németh Márton Kincses Gergely Vonalbírók: Váczi Dávid Muzsik Norbert |
| 8 perc | Büntetések   | 41 perc                       |                              | Játékvezetők: Németh Márton Kincses Gergely Vonalbírók: Váczi Dávid Muzsik Norbert |
| 30 | Lövések      | 28                            |                              | Játékvezetők: Németh Márton Kincses Gergely Vonalbírók: Váczi Dávid Muzsik Norbert |
| Nagy K. (Olson) PP – 8:49 Kovács B. (Jubinville, Booras) PP – 26:59 Könczei (Terbócs, Olson) – 32:11 Nagy K. (Kovács B., Nagy G.) – 34:21 Kovács B. (Booras, Escobedo) PP – 47:50 Kovács Cs. (Somogyi, 28 Olson) PP – 48:14                                                 | Gólok        | Brown (Schultz, Dudas) – 9:10 |                              | Játékvezetők: Németh Márton Kincses Gergely Vonalbírók: Váczi Dávid Muzsik Norbert |

| 2017. március 2. 18:00 | Debreceni HK | 1–5 (0–1, 1–3, 0–1) | MAC Budapest | Debrecen Nézőszám: 600 |

| Jegyzőkönyv | Jegyzőkönyv                  | Jegyzőkönyv | Jegyzőkönyv  | Jegyzőkönyv                                                                       |
| --- | ---------------------------- | --- | ------------ | --------------------------------------------------------------------------------- |
| | Gyenes Dávid Pleszkán József | Kapusok | Bálizs Bence | Játékvezetők: Babic Vladimir Juhász Gábor Vonalbírók: Pálkövi Botond Soltész Áron |
| \| Varga A. (Hetényi P., Hári N.) – 21:20 \| Gólok \| Jubinville (Vokla, Nikiforov) – 14:03 Könczei (Kovács Cs.) – 30:19 Kovács Cs. (Nagy K., Mestyán I.) PP – 32:34 Nikiforov (Könczei, Olson) – 38:33 Nagy K. (Nagy G., Terbócs) – 48:04 \| |                              | |              | Játékvezetők: Babic Vladimir Juhász Gábor Vonalbírók: Pálkövi Botond Soltész Áron |
| 12 perc | Büntetések                   | 14 perc |              | Játékvezetők: Babic Vladimir Juhász Gábor Vonalbírók: Pálkövi Botond Soltész Áron |
| 24 | Lövések                      | 36 |              | Játékvezetők: Babic Vladimir Juhász Gábor Vonalbírók: Pálkövi Botond Soltész Áron |
| Varga A. (Hetényi P., Hári N.) – 21:20 | Gólok                        | Jubinville (Vokla, Nikiforov) – 14:03 Könczei (Kovács Cs.) – 30:19 Kovács Cs. (Nagy K., Mestyán I.) PP – 32:34 Nikiforov (Könczei, Olson) – 38:33 Nagy K. (Nagy G., Terbócs) – 48:04 |              | Játékvezetők: Babic Vladimir Juhász Gábor Vonalbírók: Pálkövi Botond Soltész Áron |

| 2017. március 4. 19:00 | MAC Budapest | 7–2 (2–0, 1–0, 4–2) | Debreceni HK | Tüskecsarnok Nézőszám: 730 |

| Jegyzőkönyv | Jegyzőkönyv  | Jegyzőkönyv                                           | Jegyzőkönyv                  | Jegyzőkönyv                                                                       |
| --- | ------------ | ----------------------------------------------------- | ---------------------------- | --------------------------------------------------------------------------------- |
| | Bálizs Bence | Kapusok                                               | Gyenes Dávid Pleszkán József | Játékvezetők: Babic Vladimir Juhász Gábor Vonalbírók: Kis-Király Barna Kókai Márk |
| \| Somogyi (Nagy G., Nagy K.) – 0:12 Escobedo (Jubinville, Booras) – 8:46 Nikiforov (Kovács Cs.) – 35:46 Escobedo (Nagy G., Terbócs) – 53:40 Nikiforov (Booras, Escobedo) PP2 – 55:13 Booras (Nagy K., Nagy G.) PP – 55:47 Booras (Nikiforov, Escobedo) PP – 56:10 \| Gólok \| Bradley Smith (Piszkunov) PP – 42:31 Brown SH – 57:35 \| |              |                                                       |                              | Játékvezetők: Babic Vladimir Juhász Gábor Vonalbírók: Kis-Király Barna Kókai Márk |
| 53 perc | Büntetések   | 109 perc                                              |                              | Játékvezetők: Babic Vladimir Juhász Gábor Vonalbírók: Kis-Király Barna Kókai Márk |
| 40 | Lövések      | 34                                                    |                              | Játékvezetők: Babic Vladimir Juhász Gábor Vonalbírók: Kis-Király Barna Kókai Márk |
| Somogyi (Nagy G., Nagy K.) – 0:12 Escobedo (Jubinville, Booras) – 8:46 Nikiforov (Kovács Cs.) – 35:46 Escobedo (Nagy G., Terbócs) – 53:40 Nikiforov (Booras, Escobedo) PP2 – 55:13 Booras (Nagy K., Nagy G.) PP – 55:47 Booras (Nikiforov, Escobedo) PP – 56:10                                                                         | Gólok        | Bradley Smith (Piszkunov) PP – 42:31 Brown SH – 57:35 |                              | Játékvezetők: Babic Vladimir Juhász Gábor Vonalbírók: Kis-Király Barna Kókai Márk |

| 2017. március 6. 18:00 | Debreceni HK | 4–2 (0–0, 1–2, 3–0) | MAC Budapest | Debrecen Nézőszám: 315 |

| Jegyzőkönyv | Jegyzőkönyv     | Jegyzőkönyv                                                       | Jegyzőkönyv  | Jegyzőkönyv                                                                    |
| --- | --------------- | ----------------------------------------------------------------- | ------------ | ------------------------------------------------------------------------------ |
| | Pleszkán József | Kapusok                                                           | Bálizs Bence | Játékvezetők: Haszonits Miklós Juhász Gábor Vonalbírók: Soós Dániel Kókai Márk |
| \| Piszkunov (Saluga, Schultz) – 28:28 Schultz (Szadikov, Saluga) PP – 45:16 Schultz (Szokolov, Szadikov) – 53:15 Saluga (Piszkuov) EN – 59:30 \| Gólok \| Booras (Jubinville) – 33:03 Booras (Vokla, Jubinville) SH – 36:02 \| |                 |                                                                   |              | Játékvezetők: Haszonits Miklós Juhász Gábor Vonalbírók: Soós Dániel Kókai Márk |
| 4 perc | Büntetések      | 14 perc                                                           |              | Játékvezetők: Haszonits Miklós Juhász Gábor Vonalbírók: Soós Dániel Kókai Márk |
| 29 | Lövések         | 34                                                                |              | Játékvezetők: Haszonits Miklós Juhász Gábor Vonalbírók: Soós Dániel Kókai Márk |
| Piszkunov (Saluga, Schultz) – 28:28 Schultz (Szadikov, Saluga) PP – 45:16 Schultz (Szokolov, Szadikov) – 53:15 Saluga (Piszkuov) EN – 59:30                                                                                     | Gólok           | Booras (Jubinville) – 33:03 Booras (Vokla, Jubinville) SH – 36:02 |              | Játékvezetők: Haszonits Miklós Juhász Gábor Vonalbírók: Soós Dániel Kókai Márk |

| 2017. március 8. 19:00 | MAC Budapest | 5–1 (2–0, 2–1, 1–0) | Debreceni HK | Tüskecsarnok Nézőszám: 630 |

| Jegyzőkönyv | Jegyzőkönyv  | Jegyzőkönyv     | Jegyzőkönyv     | Jegyzőkönyv                                                                   |
| --- | ------------ | --------------- | --------------- | ----------------------------------------------------------------------------- |
| | Bálizs Bence | Kapusok         | Pleszkán József | Játékvezetők: Kincses Gergely Kókai Márk Vonalbírók: Nagy Attila Soltész Áron |
| \| Könczei (Somogyi, Kovács B.) – 11:36 Booras (Jubinville) – 12:34 Jubinville (Nikiforov, Escobedo) PP – 20:08 Pozsgai – 29:58 Kovács B. (Mestyán, Nagy G.) – 59:28 \| Gólok \| Schultz – 27:38 \| |              |                 |                 | Játékvezetők: Kincses Gergely Kókai Márk Vonalbírók: Nagy Attila Soltész Áron |
| 12 perc | Büntetések   | 47 perc         |                 | Játékvezetők: Kincses Gergely Kókai Márk Vonalbírók: Nagy Attila Soltész Áron |
| 34 | Lövések      | 19              |                 | Játékvezetők: Kincses Gergely Kókai Márk Vonalbírók: Nagy Attila Soltész Áron |
| Könczei (Somogyi, Kovács B.) – 11:36 Booras (Jubinville) – 12:34 Jubinville (Nikiforov, Escobedo) PP – 20:08 Pozsgai – 29:58 Kovács B. (Mestyán, Nagy G.) – 59:28                                   | Gólok        | Schultz – 27:38 |                 | Játékvezetők: Kincses Gergely Kókai Márk Vonalbírók: Nagy Attila Soltész Áron |

### Döntő
| 2017 március 14. 17:00 | DVTK Jegesmedvék | 5–4 (h.u.) (1–1, 2–1, 1–2, 1–0) | MAC Budapest | Miskolci Jégcsarnok Nézőszám: 1660 |

| Jegyzőkönyv | Jegyzőkönyv    | Jegyzőkönyv | Jegyzőkönyv  | Jegyzőkönyv                                                                       |
| --- | -------------- | --- | ------------ | --------------------------------------------------------------------------------- |
| | Adorján Attila | Kapusok | Bálizs Bence | Játékvezetők: Haszonits Miklós Kincses Gergely Vonalbírók: Kókai Márk Nagy Attila |
| \| Johnston (Joe) – 17:43 Pavuk – 37:31 Galanisz (Láda) – 39:19 Toulmin (Touminen, Johnston) – 41:36 Johnston (Sakaris, Toulmin) – 62:24 \| Gólok \| Vokla (Nagy K., Nagy G.) – 18:38 Nikiforov (Booras, Kovács B.) – 39:46 Booras (Pozsgai, Jubinville) – 57:25 Escobedo – 59:02 \| |                | |              | Játékvezetők: Haszonits Miklós Kincses Gergely Vonalbírók: Kókai Márk Nagy Attila |
| 6 perc | Büntetések     | 10 perc |              | Játékvezetők: Haszonits Miklós Kincses Gergely Vonalbírók: Kókai Márk Nagy Attila |
| 43 | Lövések        | 43 |              | Játékvezetők: Haszonits Miklós Kincses Gergely Vonalbírók: Kókai Márk Nagy Attila |
| Johnston (Joe) – 17:43 Pavuk – 37:31 Galanisz (Láda) – 39:19 Toulmin (Touminen, Johnston) – 41:36 Johnston (Sakaris, Toulmin) – 62:24 | Gólok          | Vokla (Nagy K., Nagy G.) – 18:38 Nikiforov (Booras, Kovács B.) – 39:46 Booras (Pozsgai, Jubinville) – 57:25 Escobedo – 59:02 |              | Játékvezetők: Haszonits Miklós Kincses Gergely Vonalbírók: Kókai Márk Nagy Attila |

| 2017. március 16. 19:45 | MAC Budapest | 3–0 (2–0, 1–0, 0–0) | DVTK Jegesmedvék | Tüskecsarnok Nézőszám: 1520 |

| Jegyzőkönyv | Jegyzőkönyv  | Jegyzőkönyv | Jegyzőkönyv    | Jegyzőkönyv                                                                          |
| --- | ------------ | ----------- | -------------- | ------------------------------------------------------------------------------------ |
| | Bálizs Bence | Kapusok     | Adorján Attila | Játékvezetők: Babic Vladimír Haszonits Miklós Vonalbírók: Soós Dániel Muzsik Norbert |
| \| Somogyi (Booras) – 11:12 Terbócs (Jubinville, Mestyán) – 12:14 Kovács B. (Jubinville, Nikiforov) PP – 25:46 \| Gólok \| \| |              |             |                | Játékvezetők: Babic Vladimír Haszonits Miklós Vonalbírók: Soós Dániel Muzsik Norbert |
| 18 perc | Büntetések   | 26 perc     |                | Játékvezetők: Babic Vladimír Haszonits Miklós Vonalbírók: Soós Dániel Muzsik Norbert |
| 20 | Lövések      | 33          |                | Játékvezetők: Babic Vladimír Haszonits Miklós Vonalbírók: Soós Dániel Muzsik Norbert |
| Somogyi (Booras) – 11:12 Terbócs (Jubinville, Mestyán) – 12:14 Kovács B. (Jubinville, Nikiforov) PP – 25:46                   | Gólok        |             |                | Játékvezetők: Babic Vladimír Haszonits Miklós Vonalbírók: Soós Dániel Muzsik Norbert |

| 2017 március 18. 19:00 | DVTK Jegesmedvék | 4–3 (2–0, 1–0, 1–3) | MAC Budapest | Miskolci Jégcsarnok Nézőszám: 1990 |

| Jegyzőkönyv | Jegyzőkönyv    | Jegyzőkönyv                                                                                                  | Jegyzőkönyv  | Jegyzőkönyv                                                                          |
| --- | -------------- | --- | ------------ | ------------------------------------------------------------------------------------ |
| | Adorján Attila | Kapusok | Bálizs Bence | Játékvezetők: Babic Vladimír Haszonits Miklós Vonalbírók: Soós Dániel Muzsik Norbert |
| \| Gőz (Johnston, Sakaris) PP – 8:23 Gőz (Johnston, Joe) PP – 13:07 Vojtkó (Sági) – 24:30 Joe (Johnston) – 45:56 \| Gólok \| Escobedo (Nagy K., Jubinville) – 42:55 Kovács B. (Escobedo) PP – 50:29 Nagy K. (Somogyi, Nagy G.) PP – 53:54 \| |                | |              | Játékvezetők: Babic Vladimír Haszonits Miklós Vonalbírók: Soós Dániel Muzsik Norbert |
| 16 perc | Büntetések     | 18 perc |              | Játékvezetők: Babic Vladimír Haszonits Miklós Vonalbírók: Soós Dániel Muzsik Norbert |
| 33 | Lövések        | 45 |              | Játékvezetők: Babic Vladimír Haszonits Miklós Vonalbírók: Soós Dániel Muzsik Norbert |
| Gőz (Johnston, Sakaris) PP – 8:23 Gőz (Johnston, Joe) PP – 13:07 Vojtkó (Sági) – 24:30 Joe (Johnston) – 45:56 | Gólok          | Escobedo (Nagy K., Jubinville) – 42:55 Kovács B. (Escobedo) PP – 50:29 Nagy K. (Somogyi, Nagy G.) PP – 53:54 |              | Játékvezetők: Babic Vladimír Haszonits Miklós Vonalbírók: Soós Dániel Muzsik Norbert |

| 2017. március 20. 18:00 | MAC Budapest | 3–4 (1–2, 0–0, 2–2) | DVTK Jegesmedvék | Tüskecsarnok Nézőszám: 1600 |

| Jegyzőkönyv | Jegyzőkönyv  | Jegyzőkönyv | Jegyzőkönyv    | Jegyzőkönyv                                                                     |
| --- | ------------ | --- | -------------- | ------------------------------------------------------------------------------- |
| | Bálizs Bence | Kapusok | Adorján Attila | Játékvezetők: Babic Vladimír Kincses Gergely Vonalbírók: Kókai Márk Nagy Attila |
| \| Somogyi (Könczei) – 9:20 Olson (Jubinville, Nagy K.) – 40:49 Pozsgai (Könczei) – 59:56 \| Gólok \| Sakaris (Toulmin, Joe) – 5:13 Tóth (Miskolczi, Joe) – 17:45 Miskolczi (Tóth, Hajós) PP – 46:44 Johnston (Toulmin, Joe) SH – 52:27 \| |              | |                | Játékvezetők: Babic Vladimír Kincses Gergely Vonalbírók: Kókai Márk Nagy Attila |
| 14 perc | Büntetések   | 8 perc |                | Játékvezetők: Babic Vladimír Kincses Gergely Vonalbírók: Kókai Márk Nagy Attila |
| 45 | Lövések      | 30 |                | Játékvezetők: Babic Vladimír Kincses Gergely Vonalbírók: Kókai Márk Nagy Attila |
| Somogyi (Könczei) – 9:20 Olson (Jubinville, Nagy K.) – 40:49 Pozsgai (Könczei) – 59:56 | Gólok        | Sakaris (Toulmin, Joe) – 5:13 Tóth (Miskolczi, Joe) – 17:45 Miskolczi (Tóth, Hajós) PP – 46:44 Johnston (Toulmin, Joe) SH – 52:27 |                | Játékvezetők: Babic Vladimír Kincses Gergely Vonalbírók: Kókai Márk Nagy Attila |

| 2017 március 22. 17:00 | DVTK Jegesmedvék | 2–1 (0–0, 0–1, 2–0) | MAC Budapest | Miskolci Jégcsarnok Nézőszám: 1990 |

| Jegyzőkönyv                                                                                                 | Jegyzőkönyv    | Jegyzőkönyv             | Jegyzőkönyv  | Jegyzőkönyv                                                                     |
| --- | -------------- | ----------------------- | ------------ | ------------------------------------------------------------------------------- |
| | Adorján Attila | Kapusok                 | Bálizs Bence | Játékvezetők: Babic Vladimír Kincses Gergely Vonalbírók: Kókai Márk Nagy Attila |
| \| Hajós (Miskolczi, Tóth) – 46:02 Pavuk (Leppanen, Sakaris) – 58:22 \| Gólok \| Terbócs (Vokla) – 33:33 \| |                |                         |              | Játékvezetők: Babic Vladimír Kincses Gergely Vonalbírók: Kókai Márk Nagy Attila |
| 6 perc | Büntetések     | 2 perc                  |              | Játékvezetők: Babic Vladimír Kincses Gergely Vonalbírók: Kókai Márk Nagy Attila |
| 28 | Lövések        | 36                      |              | Játékvezetők: Babic Vladimír Kincses Gergely Vonalbírók: Kókai Márk Nagy Attila |
| Hajós (Miskolczi, Tóth) – 46:02 Pavuk (Leppanen, Sakaris) – 58:22                                           | Gólok          | Terbócs (Vokla) – 33:33 |              | Játékvezetők: Babic Vladimír Kincses Gergely Vonalbírók: Kókai Márk Nagy Attila |

## A bajnok csapat
Adorján Attila, Albert Tibor Florian, Bernáth Milán, Galanisz Nikandrosz, Gőz Balázs, Hajós Roland, Colin Joe, Andrew Johnston, Karda Milán, Kiss Bence, Nicholas Kuqali, Laczkó Ákos, Láda Balázs, Jarko Leppanen, Magosi Bálint, Miskolczi Márk, Pavuk Attila, Popovics Patrik, Ritó László, Sági Martin, Peter Sakaris, Szopos Ottó, Tóth Adrián, Grant Toulmin, Joni Tuominen, Vojtkó Mátyás, Alekszandr Zakirov, edző: Douglas Bradley